# Pygostolus
Pygostolus is een geslacht van schildwespen (Braconidae). De wetenschappelijke naam werd in 1833 gepubliceerd door Alexander Henry Haliday als een subgenus van Leiophron.
Deze schildwespen komen voor in het Holarctisch en Neotropisch gebied. Ze parasiteren hoofdzakelijk op volwassen snuitkevers (Curculionidae), soms op bladkevers (Chrysomelidae). Ze kunnen ook hun larven of poppen aanvallen. Het is het enige geslacht uit de subfamilie Euphorinae die cocons maken op takjes of bladeren.

## Soorten[4]
Deze soorten zijn in Europa waargenomen:
- Pygostolus falcatus (Nees, 1834)
- Pygostolus multiarticulatus (Ratzeburg, 1852)
- Pygostolus otiorhynchi (Boudier, 1834)
- Pygostolus sticticus (Fabricius, 1798)

## Alle soorten
Deze lijst is mogelijk niet compleet
- P. clavatus Brues, 1933
- P. falcatus (Nees, 1834)
- P. minax Belokobylskij, 2000
- P. multiarticulatus (Ratzeburg, 1852)
- P. otiorhynchi (Boudier, 1834)
- P. patriarchicus Brues, 1937
- P. sonorensis Cameron, 1887
- P. sticticus (Fabricius, 1798)
- P. tibetensis Chen & van Achterberg, 1997